# 水酸化フランシウム
水酸化フランシウム(Francium hydroxide)は、化学式FrOHの仮説上の無機化合物で、フランシウムの水酸化物である。
恐らく、金属フランシウムと水を反応することで合成できる。
2Fr + 2H
2O → 2FrOH + H
2↑
この反応は爆発的に進行する。
水酸化フランシウムのアルカリ性は、水酸化セシウムよりも強いと予測されている。